# فرودگاه شلبورن/فیشر
فرودگاه شلبورن/فیشر (به انگلیسی: Shelburne/Fisher Field Aerodrome) یک فرودگاه همگانی است که یک باند فرود چمن دارد و طول باند آن ۶۱۰ متر است. این فرودگاه در کشور کانادا قرار دارد و در ارتفاع ۵۱۱ متری از سطح دریا واقع شده است.